# 河包镇
河包镇，是中华人民共和国重庆市荣昌区下辖的一个乡镇级行政单位。

## 行政区划
河包镇下辖以下地区：
白塔社区、雷抬社区、转龙粉条产业社区、核桃村、黄檀村和经堂村。